# Saint-Rémy-de-Blot
Saint-Rémy-de-Blot (okzitanisch: gleichlautend) ist ein zentralfranzösischer Ort und eine Gemeinde (commune) mit 247 Einwohnern (Stand 1. Januar 2022) in der Region Auvergne-Rhône-Alpes im Département Puy-de-Dôme.

## Lage
Der Ort Saint-Rémy-de-Blot liegt in einer Höhe von ca. 530 Metern ü. d. M. in der hügeligen und waldreichen Landschaft der Combrailles und befindet sich nordwestlich von Clermont-Ferrand (etwa 51 Kilometer Fahrtstrecke) bzw. von Riom (etwa 38 Kilometer). Der Fluss Sioule bildet die westliche Grenze des Gemeindegebietes.

## Bevölkerungsentwicklung
| Jahr                       | 1962 | 1968 | 1975 | 1982 | 1990 | 1999 | 2006 | 2012 |
| Einwohner                  | 325  | 319  | 265  | 226  | 191  | 198  | 209  | 232  |
| Quellen: Cassini und INSEE |      |      |      |      |      |      |      |      |

Im 19. Jahrhundert hatte der Ort meist zwischen 900 und 1250 Einwohner. Infolge der Reblauskrise im Weinbau und der Mechanisierung der Landwirtschaft, die den Verlust vieler Arbeitsplätze zur Folge hatte, ging die Einwohnerzahl seitdem kontinuierlich bis auf die Tiefststände der letzten Jahrzehnte zurück.

## Wirtschaft
Jahrhundertelang lebten die Einwohner von Saint-Rémy-de-Blot als Selbstversorger von der Landwirtschaft, zu der auch der Weinbau gehörte; hinzu kamen Kleinhandel und Handwerk. Nach der Reblauskrise kam der Weinbau jahrzehntelang völlig zum Erliegen, doch mittlerweile werden wieder Rot-, Rosé und Weißweine produziert, die über die Appellation Puy-de-Dôme vermarktet werden. Viele leerstehende Häuser sind zu Ferienwohnungen (gîtes) umgebaut worden.

## Geschichte
Die im 19. Jahrhundert durch einen Neubau ersetzte Kirche (Église Saint-Rémy) gehörte im Mittelalter als einfache Prioratskirche zur Abtei von Mozac; auch der Abt der benachbarten Abtei von Menat hatte in vielen Dingen ein Wort mitzureden.

## Sehenswürdigkeiten
Der Ort selbst bietet – mit Ausnahme der im 19. Jahrhundert neu erbauten Kirche – keinerlei erwähnenswerte Sehenswürdigkeiten.
Umgebung

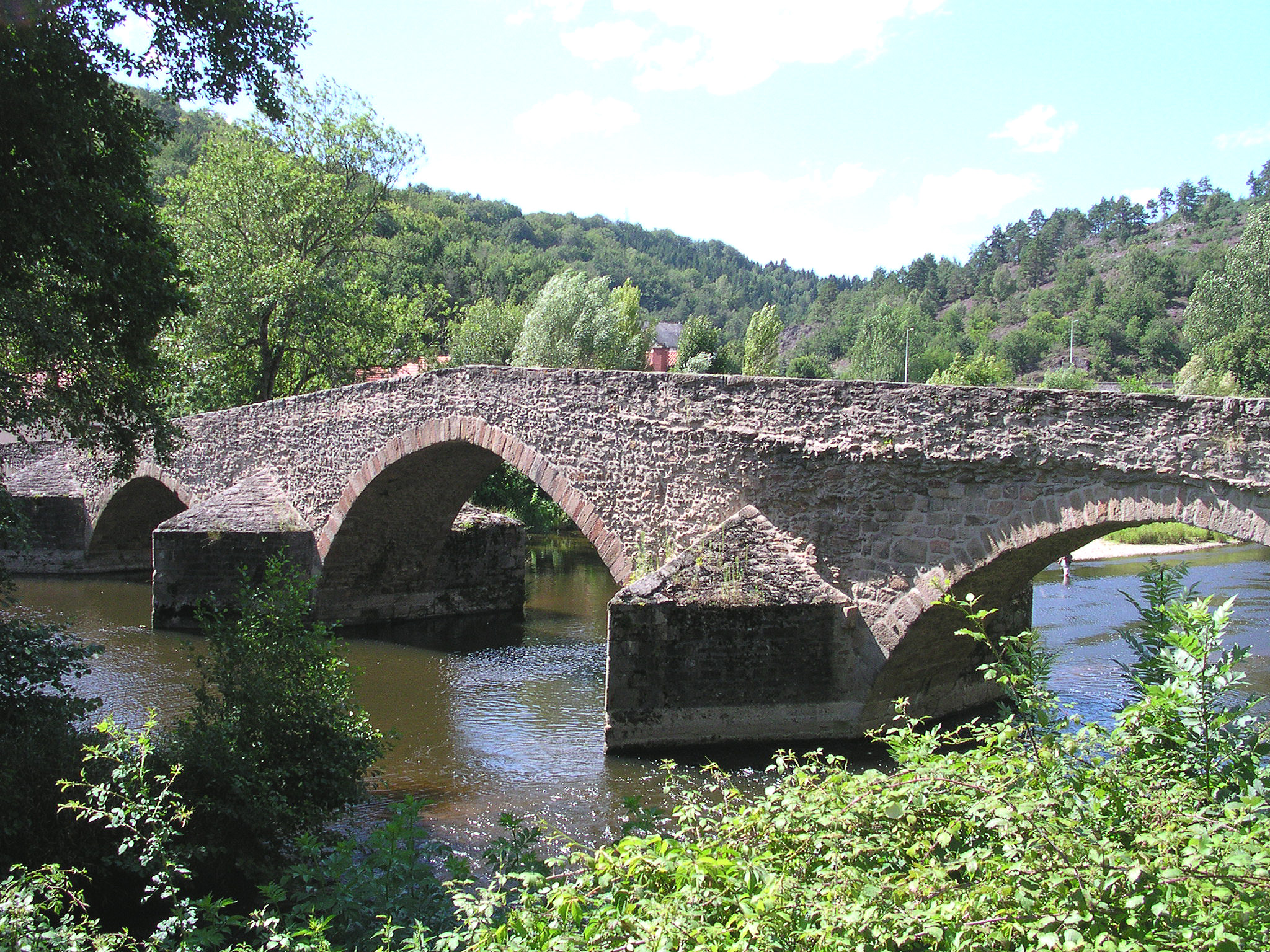
Pont de Menat

- Die imposanten Ruinen des Château-Rocher befinden sich auf einem ca. 150 Meter hoch aufragenden Felsen, der das Tal der Sioule dominiert (46° 5′ 21″ N, 2° 55′ 42″ O). Bereits für das 9. Jahrhundert ist an der Stelle eine einfache Festungsanlage (motte) nachgewiesen; im 11. Jahrhundert entstand ein Neubau. Die heutige Burg stammt aus der Zeit vom 13. bis zum 15. Jahrhundert und sicherte die Brücke über die Sioule. Bereits seit dem Jahr 1913 ist die Burgruine als Monument historique anerkannt.[1]
- Die in der Mitte leicht erhöhte dreibogige Steinbrücke über die Sioule (46° 5′ 59″ N, 2° 55′ 54″ O) stammt aus dem 13. Jahrhundert, wurde aber in der Folgezeit wiederholt restauriert. Das zur Hälfte zur Nachbargemeinde Menat gehörende Brückenbauwerk mit seinen – wie üblich – in Fließrichtung angespitzten Pfeilerverstärkungen wurde bereits im Jahr 1918 in die Liste der Monuments historiques eingetragen.[2]